# Anisota stigma
Anisota stigma är en fjärilsart som beskrevs av Fabricius 1775. Anisota stigma ingår i släktet Anisota och familjen påfågelsspinnare. Inga underarter finns listade i Catalogue of Life.

## Bildgalleri

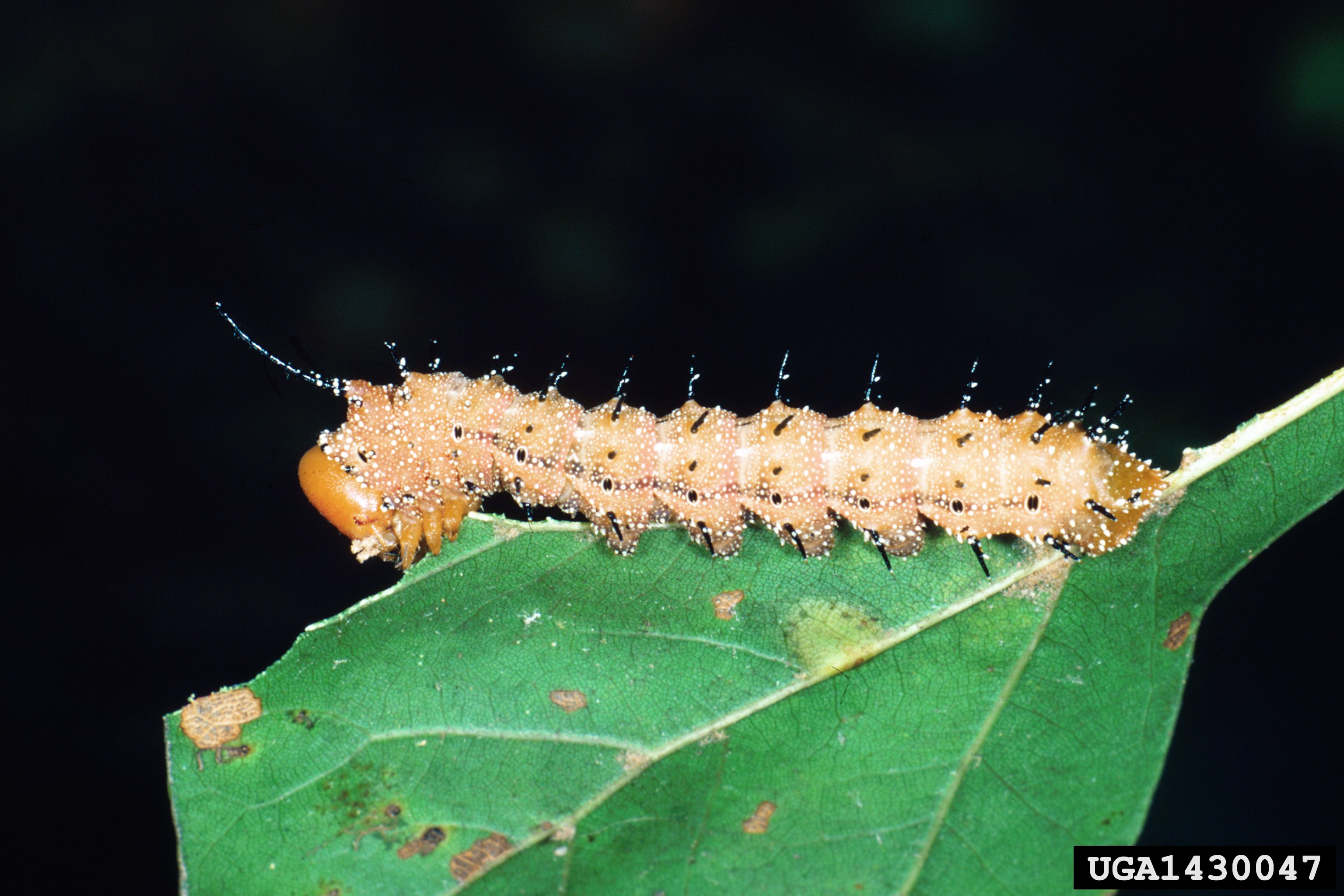
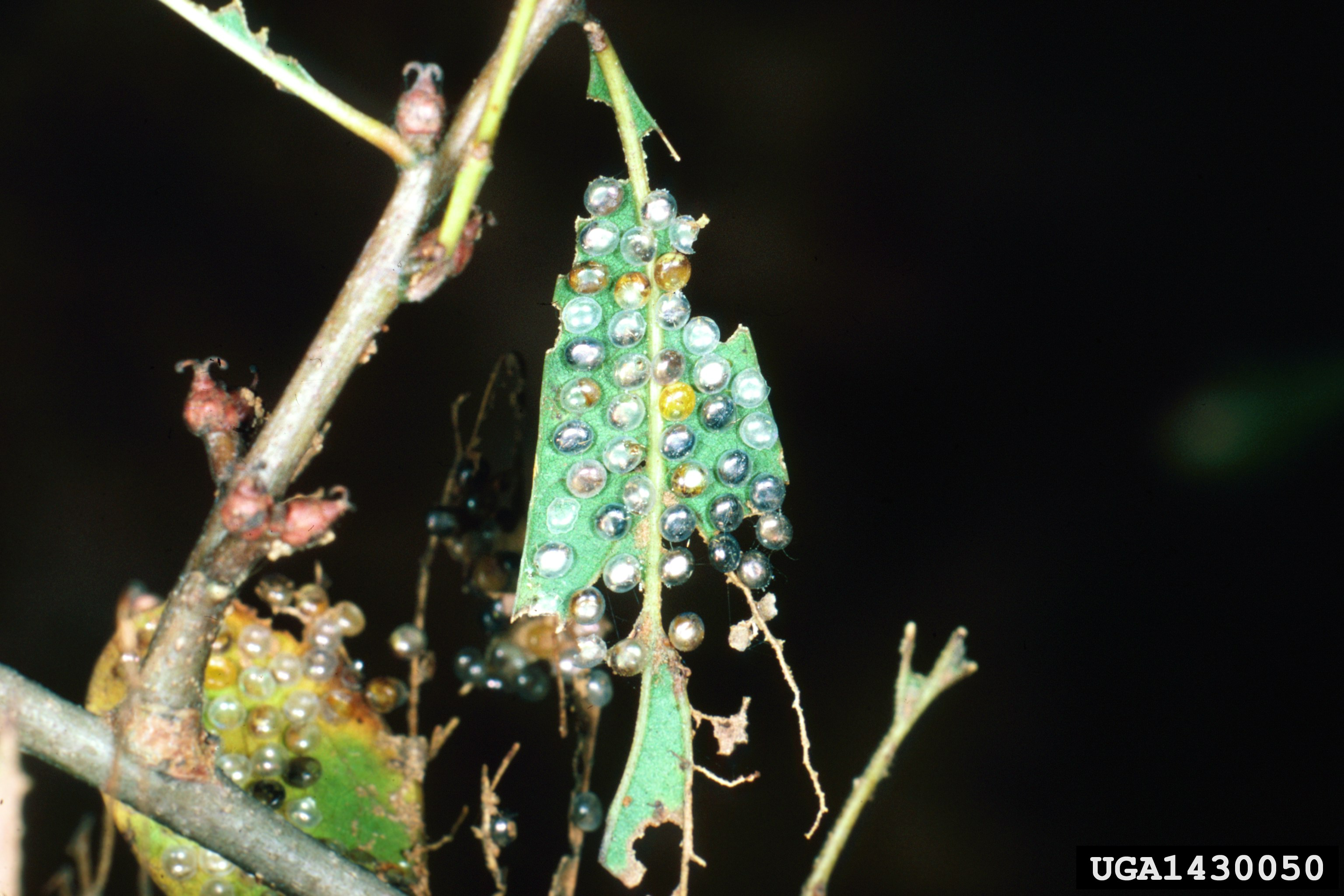